# Ssanin
Ssanin ist ein österreichisch-polnischer Stummfilm aus dem Jahr 1924 von Friedrich Fehér mit Oskar Beregi in der Titelrolle.

## Handlung
Russland zur ausgehenden Zarenzeit. Im Lande gärt es, Unruhe und Unzufriedenheit über den gesellschaftlichen Zustand zu Beginn des 20. Jahrhunderts macht sich breit. Einer der Wortführer gegen die starre Gesellschaftsordnung und den allgemeinen Stillstand ist der Revolutionär Wladimir Petrowitsch Ssanin, ein Produkt seiner Zeit: roh im Habitus und doch mitmenschlich, leidenschaftlich und fordernd. Er rät seiner Schwester zu einer Abtreibung, er treibt seine besten Freunde in den Selbstmord, indem er sie von der Sinnlosigkeit ihres inhaltsleeren, vermeintlich verkommenen Lebens überzeugt, und er vergewaltigt die schöne Karssavina.
Ssanin ist ein Revolutionär in vielerlei Hinsicht, vor allem fordert er aber eine sexuelle Revolution, und er versucht mit Vehemenz, die von ihm gepriesene Amoralität tagtäglich in die Tat umzusetzen. In seinem Lebensumfeld agieren und existieren zahlreiche Charaktere, deren Leben teils gescheitert, teils von Krankheiten und persönlichen Dramen geprägt sind: Da gibt es den ebenso eleganten wie glatten Offizier Sarudin, ein Verführer ersten Ranges, den jüdischen Philosophen Sselowejtschik, dessen Leben stark belastet ist, die erotische Karssavina, deren Schönheit ihr eines Tages zum Verhängnis wird, den studentischen Idealisten Jurij oder den moribunden Lehrer Semjenow.

## Produktionsnotizen
Der Regisseur Feher hatte sich seit dem Ersten Weltkrieg bei dem Romanautor Michail Arzybaschew um die Verfilmungsrechte bemüht, erhielt aber zunächst eine abschlägige Antwort. In scharfer Konkurrenz zu deutschen und vor allem amerikanischen Produzenten gewann er jedoch schließlich das Rennen um die Verfilmung von Ssanin. Der Film wurde wohl ab Mai bis Juli 1924 gedreht, die Außenaufnahmen entstanden im damals polnischen Grodno, heute Belarus. Die enorm hohen Produktionskosten beliefen sich auf dreieinhalb Milliarden Kronen, es wurde insgesamt 35.000 Meter Negativmaterial belichtet. Bei der Uraufführung am 7. November 1924 sowohl in Wien als auch in Warschau war die Filmlänge auf unter 2600 Meter geschrumpft.
Als polnisch-russischer Dialogregisseur diente Feher Boris Newolin, auch als Boleslaw Nevolin oder Newolin geführt. Die Bauten entwarf Alfred Kunz, die Kostüme stammen von Karl Hollitzer.
Der Film basiert auf dem 1907 von zaristischen Behörden als „Pornografie“ beschlagnahmten, gleichnamigen Roman, der jedoch ein Jahr später … als „dichterisches Werk von hohem Wert“ wieder freigegeben wurde. „Der Roman wurde im zaristischen Rußland zu einem Sensationserfolg, weil er den ganzen Katzenjammer der mißglückten Revolution von 1905 einfing, ein Sammelsurium von Ideologien schwerfällig reflektierend und doch eben unwiderstehlich für seine Zeit, da er weitervermittelte, was vor allem die russische Gebildetenschicht damals empfand: Langeweile und Trostlosigkeit eines von überständigen Konventionen eingeengten Lebens.“
Bereits 1922 drehte in Berlin Friedrich Zelnik eine deutsche Adaption des einstigen Skandalsromans unter dem Titel „Lyda Ssanin“. Die Titelrolle verkörperte seine Ehefrau Lya Mara.

## Kritiken
In Wiens Neue Freie Presse hieß es: „Ssanin erwies sich als noch so lebensfrisch, dass er sowohl der Dramatisierung als auch der Verfilmung erfolgreich standhielt. Entgegen dem packenden Theaterstück, das sich fast ausschließlich auf die Liebeskapitel des Romans stützt, zeigt der Film Wolodja Ssanin auch als den geistigen und nicht nur erotischen Revolutionär. Ebenso ist die Darstellung im Film nahezu lebendiger als jene der Bühne. Ssanin ist wieder, wie im Roman, zur treibenden Kraft geworden. Oskar Beregi formt hier einen Ssanin von heißer Menschlichkeit, gezügeltem Temperament und konventionsloser Einfachheit. Magda Sonjas Lyda ist im Film von stärkerer Natürlichkeit im Ausdruck der ganzen, zwischen Liebe, Leidenschaft und Verzweiflung schwankenden Gefühlsskala als auf der Sprechbühne. (…) Der ausnehmend guten Regie steht eine Photographie von hervorragender Feinheit und Präzision sowohl in den Freilicht- wie in den Interieuraufnahmen zur Seite. (…) „Ssanin“ ist eine der bestgelungenen Arbeiten Fehers.“